# Hồ thủy triều

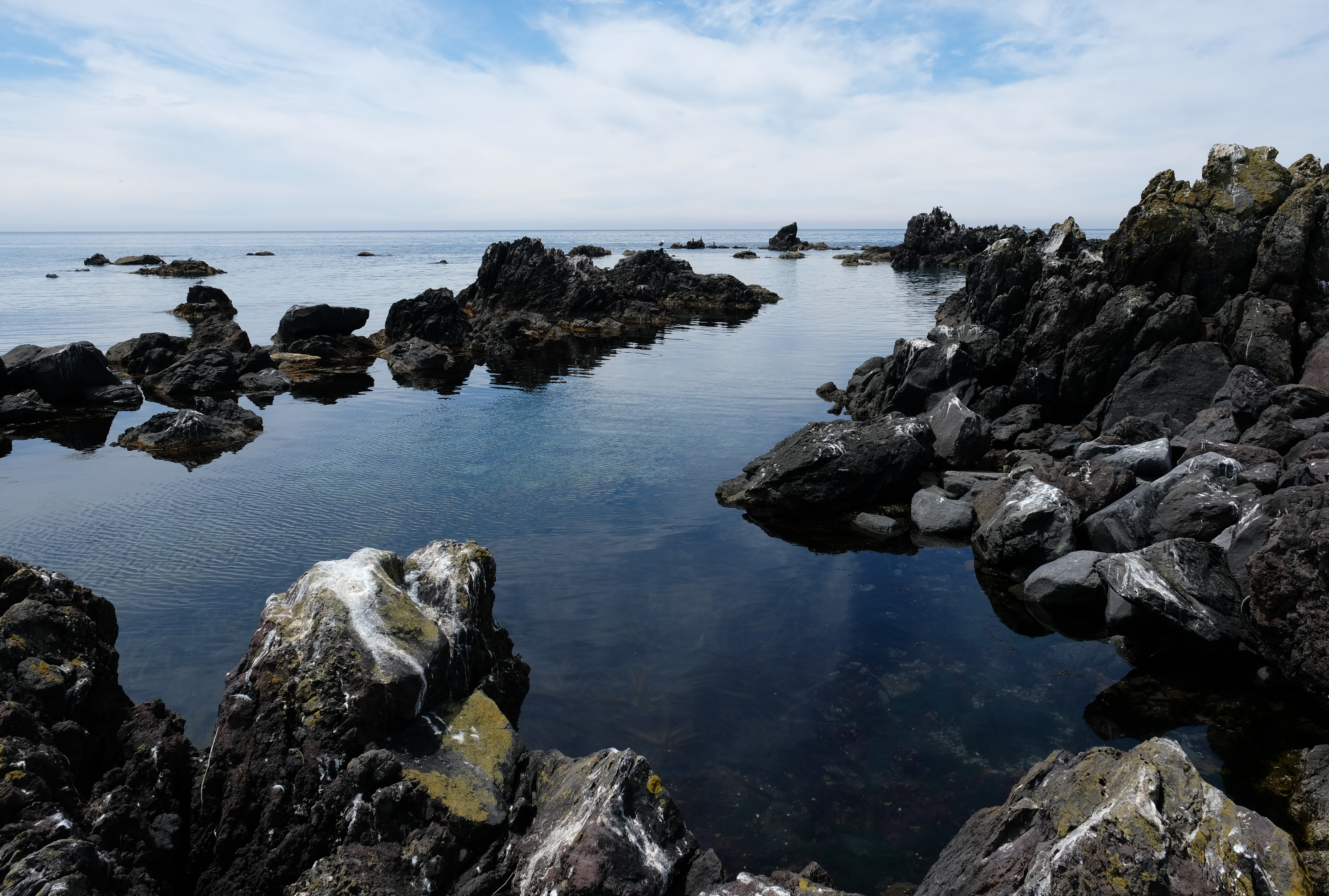
Một hồ thủy triều tại đảo Rishiri

Hồ thủy triều hay hồ đá, là một loại hồ nước biển cạn được hình thành ở các bờ đá của vùng gian triều. Nhiều hồ trong số này chỉ chứa lượng nước riêng của nó chỉ khi thủy triều rút. Đây cũng là môi trường sống của các động thực vật thích nghi với nơi này, đã thu hút sự chú ý của các nhà tự nhiên học và các nhà sinh vật học.

Hồ thủy triều tại Porto Covo, nằm ở bờ tây của Bồ Đào Nha

## Đặc điểm
Các hồ thủy triều xuất hiện trong các vùng nước triều (khu vực nằm trong phạm vi thủy triều), bị nước biển nhấn chìm khi thủy triều lên. Khi triều xuống, các tảng đá ngầm dần lộ ra và sẽ phải tiếp xúc với luồn gió lạnh hay phơi khô dưới ánh mặt trời. Rất ít sinh vật có thể sống sót trong điều kiện khắc nghiệt như vậy. Địa y và hà biển lại ưa sống trong khu vực này. Do đó, những động vật này cần phải thích nghi tốt với việc mất nước. Vỏ canxit của các loài này đóng vai trò như một "cái khiên" bảo vệ chúng.

## Sinh vật biển

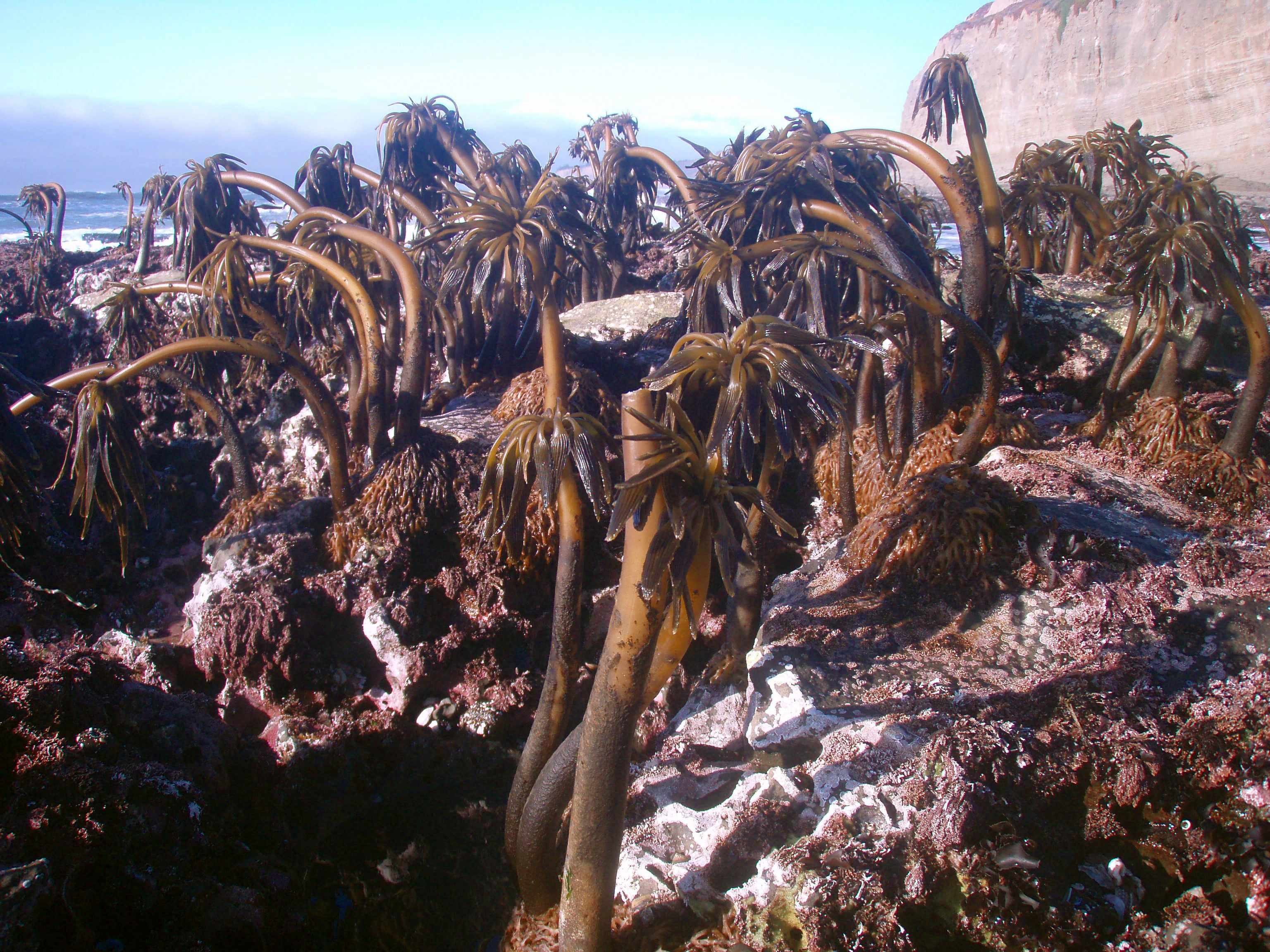
Một đám rong cọ biển trong một hồ thủy triều cạn

Hồ thủy triều là nơi trú ngụ cho các loài như sao biển, các loài có vỏ cứng,... và các loài rong tảo. Hải quỳ cũng ưa sống ở vùng hồ này. Chúng phải đối phó với một môi trường mà nhiệt độ nước, độ mặn và hàm lượng oxy thay đổi thường xuyên. Ngoài ra, một số mối nguy hiểm có thể xảy ra, như sóng đánh, dòng chảy xiết, tiếp xúc với ánh nắng gay gắt giữa trưa và các loài động vật ăn thịt. Các loài sinh sống trong môi trường còn phụ thuộc vào nguồn thức ăn trong hồ thủy triều.